# San Juan de Guadalupe
San Juan de Guadalupe é um município do estado de Durango, no México.